# Isotopensonde

Isotopensonde Modell 3440 von Troxler

Eine Isotopensonde oder Troxler-Sonde (nach dem Hersteller Troxler Electronic Laboratories) dient der zerstörungsfreien Dichte- und/oder Feuchtemessung mit Hilfe von Radioisotopen. Sie findet im Hoch-, Straßen- und Tiefbau Anwendung.
Dabei können, je nach Modell, bis in eine Tiefe von 30 cm Messungen der Raumdichte und des Wassergehalts vorgenommen werden. Eine Auswertung der Daten erlaubt außerdem die Ermittlung des (Proctor-) Verdichtungsgrads und des Hohlraumgehalts.

## Funktionsweise

Warnzeichen für Radioaktivität nach ISO 7010

Die Sonde ist je nach Anwendungsgebiet mit einem Gammastrahler, einem Neutronenstrahler oder als Kombigerät mit beiden Komponenten ausgestattet.
Für die Messung der Dichte eines Bodens oder eines Asphalts wird der Gammastrahler benötigt. Dabei wird die Sonde auf das zu untersuchende Material gesetzt. Die Strahlenquelle sendet Strahlung aus, die durch das Material abgeschwächt und gestreut wird. Mit Hilfe des integrierten Zählrohrs können diese Unterschiede bestimmt und daraus auf die Dichte des Materials geschlossen werden. Diese Auswertung läuft vollautomatisch im Gerät ab.
Bei der Messung der Feuchtigkeit eines Stoffes (z. B. eines Baugrunds oder einer Wärmedämmung) wird der Neutronenstrahler verwendet. Die ausgesendeten Neutronen dringen in das Material ein und werden an Wasserstoffatomen abgebremst. Je stärker die Abbremsung ausfällt, desto höher ist die Feuchtigkeit.
Als Gammastrahlenquelle setzt die Firma Troxler das Cäsium-Isotop 137Cs ein. Als Neutronenquelle dient das Americium-Isotop 241Am/Be.

## Genehmigung
Da in Isotopensonden radioaktive Stoffe verbaut sind, gelten für den Erwerb und Besitz der Geräte sowie für den Umgang und den Transport strenge Vorschriften. Benötigt werden unter anderem amtliche Umgangs- und Beförderungsgenehmigungen. Des Weiteren muss zum Beispiel durch Warnzeichen auf die radioaktive Gefahr in einem Fahrzeug, in dem eine Isotopensonde transportiert wird, hingewiesen werden.